# Якубковиці
Якубковиці (пол. Jakubkowice, нім. Jakobsdorf) — село в Польщі, у гміні Костомлоти Сьредського повіту Нижньосілезького воєводства.
Населення — 224 особи (2011).
У 1975-1998 роках село належало до Вроцлавського воєводства.

## Демографія
Демографічна структура станом на 31 березня 2011 року:
|          | Загалом | Допрацездатний вік | Працездатний вік | Постпрацездатний вік |
| -------- | ------- | ------------------ | ---------------- | -------------------- |
| Чоловіки | 106     | 22                 | 73               | 11                   |
| Жінки    | 118     | 28                 | 66               | 24                   |
| Разом    | 224     | 50                 | 139              | 35                   |